# یواس‌اس ال‌اس‌تی-۸۷۲
یواس‌اس ال‌اس‌تی-۸۷۲ (به انگلیسی: USS LST-872) یک کشتی است که طول آن ۳۲۸ فوت (۱۰۰ متر) می‌باشد. این کشتی در سال ۱۹۴۴ ساخته شد.